# Av längtan till dig
"Av längtan till dig" är en kärleksballad komponerad av Janne Krantz och med text av Åsa Jinder. Den framfördes ursprungligen av Åsa Jinder och Cajsa Stina Åkerström, och släpptes på singel 2001. Melodin låg på Svensktoppen i sammanlagt 25 veckor – varav tolv veckor på första plats – under perioden 9 juni-24 november 2001 innan den lämnade listan. Detta gjorde melodin till den mest framgångsrika på Svensktoppen under 2001, baserat på ett poängsystem.